# Tunisie aux Jeux olympiques d'été de 1988
La Tunisie a participé aux Jeux olympiques d'été de 1988 à Séoul (Corée du Sud). C'est sa sixième participation aux Jeux olympiques.

## Participants par sport

### Athlétisme
3 000 mètres steeple hommes
- Fethi Baccouche
  1. Qualifications : 8 min 38 s 67
  2. Demi-finale : 8 min 31 s 36 (→ non qualifié)

1 500 mètres hommes
- Mahmoud Kalboussi (en)
  - Qualifications : 3 min 43 s 72 (→ non qualifié)

### Football
- Tunisie - Suède 2-2 (buts de Tarak Dhiab et Nabil Maâloul)
- Allemagne - Tunisie 4-1 (but de Nabil Maâloul)
- Tunisie - Chine 0-0

Équipe
1. Naceur Chouchane (en) (gardien)
2. Hechmi Ouahchi
3. Abderrazak Chehat
4. Imad Mizouri (en)
5. Ali Ben Néji (en)
6. Adel Smirani (en)
7. Jameleddine Limam
8. Haythem Abid
9. Kais Yaâkoubi
10. Tarak Dhiab
11. Lotfi Rouissi
12. Nabil Maâloul
13. Taoufik Mhedhebi
14. Mohamed Ali Mahjoubi
15. Khaled Ben Yahia
16. Mourad Rannen
17. Noureddine Bousnina (en)
18. Mourad Okbi (en)
19. Mondher Baouab
20. Slah Fessi (gardien)

Entraîneur : Baccar Ben Miled

### Lutte
Poids 57 kg (lutte gréco-romaine)
- Mehdi Chaambi (en)
  1. battu par Rifat Yildiz ( Allemagne de l'Ouest)
  2. vainqueur de Adrian Ponce (en) ( Mexique)

Poids 62 kg (lutte gréco-romaine)
- Habib Lakhal (en)
  1. battu par Ibrahim Luksajri (en) ( Maroc)
  2. battu par Javen Saleh ( Iran)

Poids 57 kg (lutte libre)
- Mourad Zelfani (en)
  1. vainqueur de Waruingi Kimani (en) ( Kenya)
  2. battu par Khaltmaagiin Battuul (en) ( République populaire mongole)
  3. battu par Valentin Ivanov (en) ( Bulgarie)

### Natation
50 mètres nage libre femmes
- Senda Gharbi
  1. Qualifications : 27 s 34 (→ non qualifiée, 29e place)

100 mètres nage libre femmes
- Senda Gharbi
  1. Qualifications : 58 s 51 (→ non qualifiée, 33e place)

200 mètres nage libre femmes
- Senda Gharbi
  1. Qualifications : 2 min 06 s 60 (→ non qualifiée, 30e place)

400 mètres nage libre femmes
- Senda Gharbi
  1. Qualifications : 4 min 34 s 67 (→ non qualifiée, 30e place)

### Tennis de table
Simple dames
- Feiza Ben Aïssa (en)
  - battue par Chen Jing ( République populaire de Chine), Insook Bhushan (en) ( États-Unis), Valentina Popova ( Union soviétique), Nadia Bisiach (en) ( Australie) et Kyoko Uchiyama (en) ( Japon) au premier tour

Simple messieurs
- Lotfi Joudi (en)
  - battu par Jiang Jialiang ( République populaire de Chine), Jean-Michel Saive ( Belgique), Tibor Klampár ( Hongrie), Seán O'Neill ( États-Unis), Jean-Philippe Gatien ( France), Carlos Kawai (en) ( Brésil) et Alan Cooke (en) ( Royaume-Uni) au premier tour
- Mourad Sta (en)
  - battu par Yoo Nam-kyu ( Corée du Sud), Vong Lu Veng (en) ( Hong Kong), Leszek Kucharski (en) ( Pologne), Joe Ng (en) ( Canada), Jindřich Panský (en) ( Tchécoslovaquie), Mario Álvarez (en) ( République dominicaine) et Carl Prean (en) ( Royaume-Uni) au premier tour

Double messieurs
- Mourad Sta - Sofien Beltaief
  - battus par les doubles de la Chine, de la Hongrie, du Suède, de l'Inde, du Japon, de Hong Kong et du Royaume-Uni

### Volley-ball
- Défaites par 0-3 contre Argentine, France, Pays-Bas, Japon, États-Unis, Italie et Corée du Sud
- Joueurs : 
  - Rachid Boussarsar
  - Msaddek Lahmar
  - Mohamed Sarsar (en)
  - Abdelaziz Ben Abdallah (en)
  - Abderrazak Ben Messaoud
  - Hédi Boussarsar (en)
  - Hichem Ben Amira (en)
  - Mourad Tebourski (en)
  - Lotfi Ben Slimane (en)
  - Fayçal Ben Amara (en)
  - Raouf Chennoufi
  - Fethi Ghariani (en)
- Entraineur : Hubert Wagner (en)